# Titi au pays des indiens
 (mars 2018).
Si vous disposez d'ouvrages ou d'articles de référence ou si vous connaissez des sites web de qualité traitant du thème abordé ici, merci de compléter l'article en donnant les références utiles à sa vérifiabilité et en les liant à la section « Notes et références ».
Pour plus de détails, voir Fiche technique et Distribution.
Titi au pays des indiens (Tom Tom Tomcat) est un dessin animé de la série Merrie Melodies réalisé par Friz Freleng et sorti en 1953.

## Synopsis
Titi et Mémé parcourent le far west américain avec leur chariot quand ils se font repérer par une tribu de chats indiens. Ces derniers ayant vu Titi comptent bien le dévorer et poursuive le chariot jusqu'à ce que ce dernier se réfugie dans un vieux fort abandonné que Mémé et Titi défendent contre les attaques des chats. Finalement, déguisés en un éclaireur, Mémé et Titi indiquent aux indiens un tunnel leur permettant de pénétrer le fort, mais  ce dernier mène en fait dans la réserve de poudre du fort où les chats s'entassent avant que le dernier demande une allumette à Titi car il fait trop sombre à la sortie du tunnel. La réserve de poudre explose alors, et on voit Titi sortir un parapluie pour se protéger de l'averse de chats qui s'ensuit.